# Every Man for Himself
Every Man For Himself è il terzo album degli Hoobastank, uscito il 16 maggio 2006 negli Stati Uniti e l'8 maggio dello stesso anno in Gran Bretagna.

## L'album
Il primo singolo dell'album è If I Were You. Furono estratti due singoli in seguito: Born to Lead e Inside Of You. Il primo singolo, in particolare, ebbe notevole successo nell'estate 2006.
Nonostante If Only risulti il brano più orecchiabile e più vicino come sonorità al successone The Reason, non fu mai realizzato come quarto singolo.
Tra i fan girò la voce che la band avesse operato delle scelte commerciali sbagliate per quanto riguardasse la promozione dell'album, ma soprattutto per i videoclip, per esempio quello di Inside of You ha degli espliciti riferimenti sessuali quindi non molto adatto ad una programmazione in fascia protetta e, di conseguenza, alla sua diffusione negli orari con più audience.
Un'edizione limitata di Every Man For Himself venne pubblicata, con una copertina di colore verde, differente rispetto all'originale che era rossa; la "Limited Edition" è esattamente uguale a quella rossa, la differenza consiste solo nel colore, ed, ovviamente, è imperdibile per i fan più fedeli. L'edizione limitata giapponese contiene due tracce bonus: Finally Awake e Waiting, oltre ad un DVD con dei contenuti speciali.
Chi invece ha ordinato il cd da iTunes, ha avuto una bonus track: Face the Music (ora presente nella pagina myspace del gruppo).
In Every man for himself il sound è più maturo dei precedenti album, infatti è possibile riscontrare come quest'ultimo album tenda ad avvicinarsi ad una sonorità più "soft" rispetto ai due lavori precedenti.
Infatti, accanto a pezzi potenti, quali Look where we are now e Don't tell me si collocano tracce più calme (The First Of Me, More Than A Memory) e melodiche (If Only).
Le maggiori critiche sostengono che la qualità del suono e delle liriche si sia notevolmente abbassata, poiché non ci sono più brani con delle melodie accattivanti e contagiose, a differenza di altre canzoni meno recenti ma più "fresche".
Il bassista Markku Lappalainen non appare in questo album.  Sebbene Joshua Moreau non viene citato tra i componenti della band, egli ora è il nuovo bassista degli Hoobastank.
La canzone Without a Fight compare nel gioco Elite Beat Agents.

## Tracce
1. The Rules – 0:52
2. Born to Lead – 3:49
3. Moving Forward – 4:27
4. Inside of You – 3:08
5. The First of Me – 5:24
6. Good Enough – 3:21
7. If I Were You – 4:18
8. Without a Fight – 3:20
9. Don't Tell Me – 4:12
10. Look Where We Are – 3:28
11. Say the Same – 4:01
12. If Only – 3:28
13. More Than a Memory – 7:15

### Japanese Bonus Tracks
1. Finally Awake – 4:02
2. Waiting – 3:05

### iTunes pre-order exclusive
1. Face the Music – 3:55

## Posizioni in classifica
| Posizione | 12     | 44     | 65      | 83      | 101     | 116     | 129     | 139     | 151     | 166     | 188     | / |
| Vendite   | 72,447 | 25,489 | 15,270  | 12,477  | 10,832  | 8,291   | 7,501   | 6,305   | 5,651   | 5,191   | 4,510   | / |
| Totale    | 72,447 | 97,936 | 113,206 | 125,683 | 136,515 | 144,806 | 152,307 | 158,612 | 164,263 | 169,454 | 173,964 | / |